# Kusunoki (Klan)
Die Kusunoki (japanisch 楠氏 Kusunoki-shi) waren eine Familie des japanischen Schwertadels (Buke), die sich von Tachibana no Moroe (橘 諸兄, 684–757) ableitete. Die Spur der Familie verliert sich nach 1600.

## Genealogie

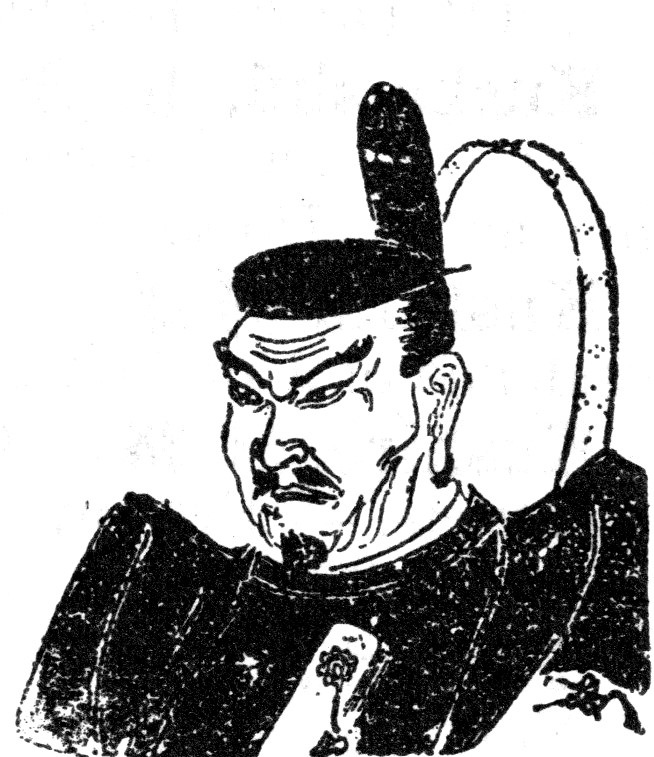
Kusunoki Masashige

- Masashige (正成; 1294–1336) residierte östlich des Tempels auf dem Berg Kongōn (金剛山) in der Provinz Kawachi. Als Kaiser Go-Daigo im Jahr 1331 von Hōjō Takatori aus Kyoto vertrieben wurde, und zum Berg Kasagi floh, wandte er sich an Masashige und bat um Hilfe. Masashige hob Truppen aus, befestigte den Kongō, errichtete die Burgen von Akasaka (赤坂城) und Chihaya (千早城) und kämpfte mit den Hōjō. Nachdem Nitta Yoshisada 1333 Kamakura erobert hatte, schlug Masashige  Priester Kembō am Berg Iiyama (飯山) und konnte so die Region befrieden. Zur Belohnung erhielt er den Titel Kawachi no Kami (河内上), dazu wurden ihm die Provinzen Settsu, Kawachi und Izumi unterstellt. Als Ashikaga Takauji 1335 einen Aufstand in Kantō-Regio machte, marschierte Nitta Yoshisada gegen ihn, während Masashige in Kyōto blieb, um die Stadt zu schützen. Nachdem Yoshisada bei Hakone von Takauchi geschlagen wurde, marschierte dieser gegen Kyōto. Masashige rückte aus, um ihn zu stellen, wurde aber bei Uji geschlagen, so dass Go-Daigo 1336 im Kloster auf dem Berg Hiei Unterschlupf suchen musste. Yoshisada schloss sich mit Yūki Munehiro, Nawa Nagatoshi und anderen zusammen, griff Takauchi an, schlug ihn in die Flucht und konnte so den Kaiser wieder nach Kyōto bringen. Aber Takauchi kam schon bald mit einer großen Armee aus Kyūshū zurück. Masashige und Yoshisada griffen ihn in der Provinz Hyōgo am Minato-Fluss an, schlugen sich tapfer, konnten aber der Übermacht nicht standhalten. Masahige, an elf Stellen verwundet, beging zusammen mit seinem Bruder Masasue Seppuku. Nach seinem Tod verlieh der Kaiser ihm den Titel Sakone-e-chūjo und den Rang Shō-san-i (正三位[1]). Nach der Meiji-Restauration wurde Masashige 1871 den Rang Jū-ichi-i (従一位[1]) zuerkannt. Ein Tempel namens Nankō-san wurde zu seinen Ehren an der Stelle errichtet, an der er gefallen war.

- Masaie (正家; gestorben 1348) war ein Verwandter von Masashige, der während der Unmündigkeit Matsuuras, dem ältesten Sohn Masashiges, als Oberhaupt fungierte. Nach der Schlacht am Minatogawa zog er sich nach Urizura (瓜連) in der Provinz Hitachi zurück. Er wurde dort von den nördlichen Truppen angegriffen, konnte sie aber in die Flucht schlagen, wobei er die beiden anführenden Generäle, Satake Yoshifuyu und Gotō Motoaki, tötete. Im folgenden Jahr (1337) begleitete er Kitabatake Akiie (1318–1338) bei seinem Feldzug nach Kyōto. Als Masatsuru die Führung über den Klan übernahm, diente Masaie unter ihm. Beide fielen in der Schlacht von Shijōnawate (四條畷) in der Provinz Kawachi.

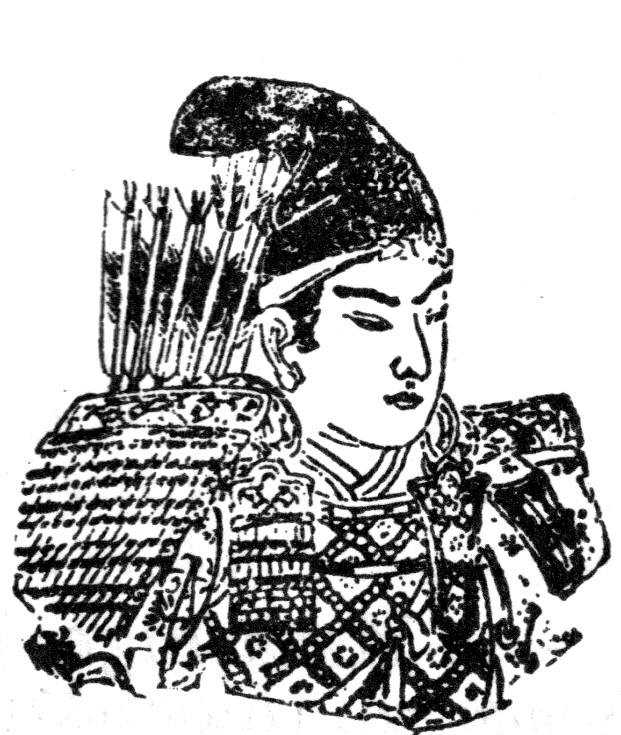
Kusunoki Masatsura

- Masatsura (正行; 1326–1348), der älteste Sohn Masashiges, war nur zehn Jahre alt, als sein Vater starb. 1347 übernahm er die Leitung des Klans und übernahm die Führerschaft gegen die Ashikaga. Er trieb Hosokawa Akiuji, der in die Provinz Kawachi eingedrungen war, in die Flucht und schlug Yamana Tokiuchi, der Hosokawa helfen wollte. Daraufhin schickte Takauchi Kō no Moronao (gest. 1351) und Moroyasu (高 師泰, gest. 1351) mit 60.000 Mann gegen Masatsura ins Feld. Dieser verteidigte sich, zusammen mit seinem Bruder Masatoki und seinem Vetter Wada Takahide, tapfer bei Shijōnawate, war aber dem Gegner zahlenmäßig unterlegen und wurde überwältigt. Er war erst 20 Jahre alt. Ein Schrein, Shijōnawate jinja, wurde an der Stelle errichtet, an der er seinen Tod fand.
- Masanori (正義; gestorben 1390) war der jüngste Sohn Masashiges. Er übernahm nach dem Tode seines Bruders den Kusunoki-Klan. Er rückte 1361 aus und schlug Sasaki und dann, sich Hosokawa Kiyouji anschließend, der sich gerade für den Südhof entschieden hatte, übernahm er Kyōto. Von dort wurde er schon einen Monat später durch Shogun Ashikaga Yoshiakira vertrieben. Er schloss sich Wada Masatake an, gewann eine Schlacht gegen die Truppen des Shogun und kehrte nach Kawachi zurück. Nach dem Tod von Kaiser Go-Murakami 1368 löste er sich von der Familientradition, schloss sich Hosokawa Yoriyuki an und unterwarf sich den Ashikaga. Er wurde daraufhin von seinem früheren Verbündeten Wada Masatake angegriffen, konnte ihn aber mit der Unterstützung der Ashikaga zurückweisen. Danach belagerte Masanori 1373 den Kaiser im Süden in dessen befestigten Stellung am Kongō-zan. 1378 unternahm er mit seinem Sohn Masakatsu einen neuen Feldzug. Nach einem Wechsel zur anderen Seite, die 12 Jahre gewährt hatte, unterwarf er sich wieder Kaiser Go-Kameyama.
- Masaskatsu (正勝) war der älteste Sohn von Masanori. Er setzte den Kampf gegen di Ashikaga fort, selbst nachdem die beiden Kaiserhöfe sich wieder vereinigt hatten. 1392 unternahm er, zusammen mit Ōuchi Yoshihiro, einen Aufstand, der aber niedergeschlagen wurde.
- Masamoto (正元; gestorben 1402), Bruder von Masakatsu, plante die Ermordung des Shōgun Ashikaga Yoshimitsu. Das wurde entdeckt, er wurde von Urakami Yukiage 1402 getötet.
- Mitsumasa (光正), ein Nachkomme Masanoris, unternahm einen Versuch, Shōgun Ashikaga Yoshinori zu ermorden und einen Prinzen der südlichen Dynastie auf den Thron zu bringen. Er wurde festgenommen und auf dem Richtplatz Rokujōgahara (六条ヶ原) bei Kyōto enthauptet.
- Masatora (正虎), ein Nachkomme Masanoris, trug wieder den Titel Kawachi no kami. Er diente dem Shōgun Ashikaga Yoshiaki und war Shitsuji[2] des Oda Nobunaga. Er schor sein Haupt und erhielt den Titel Shikibugyō-hōin (式奉行法印). Auf Anweisung von Toyotomi Hideyoshi verfasste er 1588 die breit angelegte Beschreibung des Besuchs zweier Kaiser des Palastes Jūrakutei (聚楽亭) in Kyoto.

Zur Zeit der Meiji-Restauration 1868 suchte man wegen der historischen Verdienste Masashiges nach einem Nachfahren von ihm, um diesem einen Titel am Hofe zu geben. Es meldeten sich viele Kandidaten, aber niemand konnte die Abstammung belegen. So kam der Name Kusunoki unter dem Adel der Meiji-Zeit nicht vor.